# Хогс-Бэк (водопад)
Хогс-Бэк (англ. Hog's Back Falls; буквально «спина свиньи») — серия искусственных водопадов на реке Ридо в г. Оттава, Канада. Расположены у места отделения канала Ридо от реки Ридо.
Официальное название — Водопады принца Уэльского, англ. Prince of Wales Falls — используется редко.
Ещё до сооружения канала Ридо здесь существовала серия речных порогов, изначально известных под названием «Пороги трёх скал» (Three Rock Rapids). Название Хогс-Бэк («спина свиньи») стало употребляться незадолго до сооружения канала, о чём можно судить по упоминанию в письме инженера Джона Мактаггарта (1827). Длина порогов составляла около 600 метров, а высота падения около 1,8 метра. По ним можно было проплыть на каноэ без волока.
Подполковник Джон Бай задумал сооружение у Хогс-Бэк крупной дамбы, которая бы отвела воду из реки Ридо в сооружаемый под его руководством канал Ридо (участок до Оттавских шлюзов). План состоял также в том, чтобы затопить пороги Трёх островов (близ современного залива Мунис-Бей можно увидеть верхнюю часть бывших порогов).
Сооружение дамбы оказалось технологически очень сложной задачей (она обрушивалась трижды во время сооружения), но после завершения в 1831 году она подняла уровень реки Ридо в этом месте на 12,5 метров. Чтобы приспособить естественный поток реки Ридо и не допустить вреда от весеннего половодья, была сооружена большая плотина с водосливом, откуда вода стекает в канал, выкопанный на восточном берегу реки Ридо. Именно после этого водопады Хогс-Бэк приобрели свой современный вид.